# Ziegelhof (Schwarzhofen)
Ziegelhof ist ein Ortsteil der Gemeinde Schwarzhofen im Oberpfälzer Landkreis Schwandorf (Bayern).

## Geographische Lage
Ziegelhof befindet sich ungefähr zwei Kilometer östlich von Schwarzhofen und einen Kilometer nordwestlich der Staatsstraße 2398 in der Nähe des Baslmühlbaches, der hier am Südhang der 493 Meter hohen Krimlinghöhe entspringt und etwa fünf Kilometer weiter westlich in die Schwarzach mündet.

## Geschichte
Entsprechend einer Verordnung von 1808 wurde das Landgericht Neunburg vorm Wald in 55 Steuerdistrikte unterteilt. Dabei bildete Schwarzhofen mit den Ortschaften Klosterhäuser, Baslmühle und Ziegelhof einen Steuerdistrikt. Ziegelhof hatte zu dieser Zeit zwei Anwesen.
Zum Stichtag 23. März 1913 (Osterfest) wurde Ziegelhof als Teil der Pfarrei Schwarzhofen mit 2 Häusern und 13 Einwohnern aufgeführt.
Am 31. Dezember 1990 hatte Ziegelhof 12 Einwohner und gehörte zur Pfarrei Schwarzhofen.